# Großsteingrab Kandelin
Das Großsteingrab Kandelin war eine mögliche megalithische Grabanlage der jungsteinzeitlichen Trichterbecherkultur bei Kandelin, einem Ortsteil von Süderholz im Landkreis Vorpommern-Rügen (Mecklenburg-Vorpommern). Es wurde vermutlich im 19. Jahrhundert zerstört. Seine genaue Lage ist nicht überliefert. Auch über Ausrichtung, Maße und Grabtyp liegen keine näheren Angaben vor. Von hier stammt eine Axt aus einer Nachbestattung der endneolithischen Einzelgrabkultur, die im 19. Jahrhundert in die Privatsammlung Friedrich von Hagenows gelangte und sich heute im Stralsund Museum befindet. Südlich von Kandelin befinden sich die Großsteingräber im Forst Poggendorf.